# 구라미촌
구라미촌(倉真村)은 시즈오카현 오가사군에 설치되었던 촌이다. 현재의 가케가와시에 해당한다.